# 𝼆
Cette page contient des caractères spéciaux ou non latins. S’ils s’affichent mal (▯, ?, etc.), consultez la page d’aide Unicode.
𝼆 (uniquement en minuscule), appelé Y culbuté sanglé, est une lettre additionnelle de l’écriture latine qui est utilisée dans les extensions de alphabet phonétique international pour représenter une consonne fricative latérale palatale.

## Représentations informatiques
L’Y culbuté sanglé peut être représenté avec les caractères Unicode (Latin étendu-G) suivants :
| formes    | représentations | chaînes de caractères | points de code | descriptions                                             |
| --------- | --------------- | --------------------- | -------------- | -------------------------------------------------------- |
| minuscule | 𝼆               | 𝼆                     | U+1DF06        | lettre minuscule latine petite capitale y culbuté sanglé |